# بوی خوش زندگی
بوی خوش زندگی فیلمی به کارگردانی و تهیه‌کنندگی ابوالحسن داوودی و نویسندگی علیرضا خمسه، پیمان قاسم‌خانی و ابوالحسن داوودی ساخته سال ۱۳۷۳ است.
این فیلم در ۲۶ شهریور ۱۳۷۴ در سینماهای ایران اکران شده است.

## خلاصه فیلم
«کمال» و «جمال» دو برادر دو قلو هستند کاملاً شبیه به هم، اما با دو نوع روحیه و اخلاق متفاوت. «جمال» که بهیار بیمارستان است پیکر مدهوش پیرمردی را در خیابان می‌یابد. او پیرمرد را به بیمارستان می رساند و از مرگ نجات می‌دهد. برادر پیرمرد به همراه وکیلش که مردی دغلکار است چشم به مایملک و خانه قدیمی و بزرگ او دارند. پیرمرد که آدم لجبازی است برای قدردانی از کمک‌های «جمال» تصمیم می‌گیرد خانه خود را با قیمت اندکی به او بفروشد.